# Дарда Олександр Панасович
Дарда Олександр Панасович (нар. 5 жовтня 1954, м. Макіївка, Донецька область) — член Партії регіонів; ВР України, член фракції Партії регіонів (з 11.2007), член Комітету з питань законодавчого забезпечення правоохоронної діяльності (з 12.2007).

## Життєпис
Народився 5 жовтня 1954 (в м. Макіївка); дружина Ольга Миколаївна (1959); син Олександр (1995р); син Максим (1982р): син Сергей (1979р).
Помер 11.07.2020 року 
Освіта
Макіївський металургійний технікум (1970—1974), технік-механік, «Залізничний транспорт».

## Кар'єра
1973-74 — слюсар, Макіївський металургійний завод. 
1974-76 — служба в армії. 1978-80 — слюсар, ВО «Азовзалізобетон». 
1980-83 — гірник, електрослюсар, шахта ім. Бажанова ВО «Макіїввугілля». 
1983-84 — робітник з виготовлення виробів із пластмаси, Харцизький міськпобуткомбінат. 
1984-99 — спеціаліст з ремонту взуття, Макіївська ф-ка з ремонту взуття. 
1999-03 — експерт в східному регіоні, представництво фірми «Росток Груп Корт» (Угорщина). 
2003-06 — голова правління, ТОВ «Трансфер».

## Політична діяльність
Народний депутат України 6-го скликання з 11.2007 від Партії регіонів, № 87 в списку. На час виборів: нар. деп. України, член ПР.
Народний депутат України 5-го скликання 04.2006-11.07 від Партії регіонів, № 89 в списку. На час виборів: голова правління ТОВ «Трансфер», б/п. член Комітету з питань будівництва, містобудування і житлово-комунального господарства (з 07.2006), член фракції Партії регіонів (з 05.2006).

## Ресурси інтернет
- «Хто є хто в Україні», видавництво «К. І.С»